# Csépány Jánosné
Csépán Jánosné (neve előfordul Csépánné és Csepánné alakban is), (született Gyimesi Anna) (1935.) magyar válogatott vitorlázórepülő, sportoló.
Egyesületei: ITRK, Postás.

## Sporteredményei és rekordjai
1964-ben a 11 kategóriából, amiben rekordokat mértek, 10-ben tartotta a magyar rekordot.

### Együléses vitorlázórepülő

#### 1959-ben
- céltáv 314 kilométer (vitorlázógép: S. Futár),[2]
- sebességi repülés 300 kilométeren 42,68 km/h (vitorlázógép: S. Futár),[2]
- sebességi repülés – háromszög – 200 kilométeren  41,15 km/h (vitorlázógép: S. Futár),[2]
- sebességi repülés – háromszög – 300 kilométeren 42,68 km/h (vitorlázógép: S. Futár),[2]

#### 1960-ban
- értékelt magasság 3 140 méter (vitorlázógép: Cinke),[2]
- értékelt távolság 372 kilométer (vitorlázógép: S. Futár),[2]
- sebességi repülés 200 kilométeren 72,73 km/h (vitorlázógép: S. Futár),[2]

#### 1962-ben
- hurok repülés  200 kilométer (vitorlázógép: S. Futár),[2]
- sebességi repülés 100 kilométeren 79,70 km/h (vitorlázógép: S. Futár),[2]

#### 1965-ben
- 1965. július 27. XVI. nemzeti vitorlázórepülő verseny, Dunakeszi: A női együléses kategóriában 100 km-es céltávon a régi 79,70 km/h átlagot 92,38 km/h-ra javította meg.[3]

#### 1966-ban
- Szocialista országok vitorlázórepülő felkészítő versenye (1966. június), női kategória, 7. hely[4]
- Szocialista országok I. Nemzetközi Vitorlázórepülő Versenye:
  - szabad osztály 7. helyezés[5]
  - 319 km-es háromszögrepülés 4. helyezés[5]

#### 1968-ban
- I. női vitorlázórepülő bajnokság: Kisgép kategória 6. hely[6]

### Kétüléses vitorlázórepülő

#### 1960-ban
- Tóth Katalin párjával sebességi repülés 100 kilométeren 61,81 km/h (vitorlázógép: Ifjúság),[2]